# Mohamed Ag Intalla
Mohamed Ag Intalla, né dans les années 1950, est un homme politique malien. Il est depuis le 20 décembre 2014 l'amenokal des Touaregs ifoghas.

## Biographie
Mohamed Ag Intalla est le fils aîné de l'amenokal Intalla Ag Attaher, il a deux frères ; Attayoub et Alghabass.
Dans sa jeunesse il passe une année à l'école française et intègre ensuite une école coranique.
Au cours de la Rébellion touarègue de 2007-2009 il est envoyé par son père en mission de paix au Niger.
Lorsque la guerre du Mali débute en 2012, il refuse de rallier un des mouvements rebelles contrairement à son père, qui apporte son soutien au MNLA et à son frère Alghabass, qui rejoint Ansar Dine
,,
Le 2 mai 2013 Mohamed Ag Intalla fonde le Haut Conseil de l'Azawad, qui devient par la suite le Haut Conseil pour l'unité de l'Azawad (HCUA). Il appelle le MNLA et le MIA à rallier son mouvement, il déclare que le HCA « appuiera tous les efforts en vue de trouver par le dialogue une solution politique négociée à la crise que traverse l'Azawad. (…) C’est un mouvement pacifique qui ne réclame pas l'indépendance d'une partie du nord du Mali et est contre toute idée de partition. (…) Nous sommes également contre le terrorisme. Nous voulons mettre ensemble tous les fils touaregs du Nord et les autres frères pour faire la paix avec le Sud, avec tous les Maliens. »
Mohamed Ag Intalla bénéficie rapidement du soutien de son père, Intalla Ag Attaher, qui quitte le MNLA et rejoint le HCA. Puis de son frère, Alghabass, qui a rompu avec les djihadistes à la suite de  l'intervention militaire française, et qui annonce le 19 mai la dissolution du Mouvement islamique de l'Azawad (MIA) et son ralliement au HCA. Ce jour-là, le Haut Conseil de l'Azawad se réunit à Kidal, l'Amenokal est désigné président, son fils Mohamed secrétaire-général,,.
En décembre, Mohamed Ag Intalla se présente aux élections législatives maliennes de 2013, sous l'étiquette du Rassemblement pour le Mali (RPM), il est élu député pour le cercle de Tin-Essako avec 100 % des voix mais avec 86 % d'abstention,,. Après l'élection de Mohamed, c'est Alghabass Ag Intalla qui devient le secrétaire-général du HCUA.
L'amenokal Intalla Ag Attaher meurt à Kidal le 18 décembre 2014, et le 20 le conseil des chefs de fractions choisit Mohamed pour lui succéder, conformément au vœu formulé par son père avant de mourir,,.
Le 25 février 2015, Mohamed Ag Intalla déclare à RFI être contre l'autonomie ou l'indépendance de la région de Kidal,.
Le 13 mars 2016, il appelle à discuter avec les djihadistes maliens, afin de les couper des djihadistes étrangers.
Il est élu député aux élections législatives maliennes de 2020. L'Assemblée nationale est dissoute le 19 août 2020 après un coup d'État.
Le 5 décembre 2020 il devient membre du Conseil national de la transition du Mali.